# Уральская раса

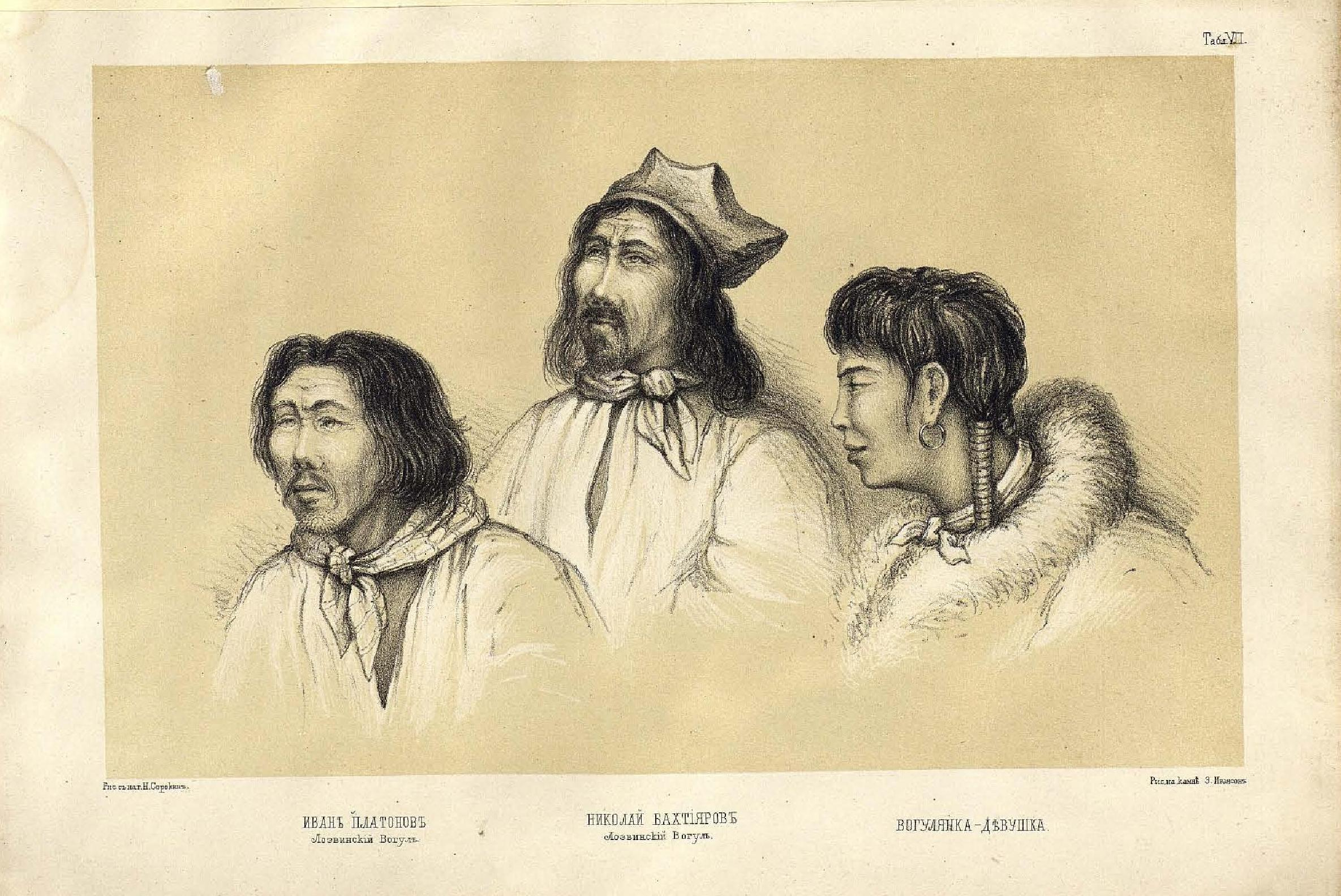
Вогулы, Н. Сорокин, Путешествие к вогулам, 1873

Уральская раса — раса, занимающая промежуточное положение между монголоидной и европеоидной расами. Распространена в Западной Сибири (ханты, манси, некоторые группы хакасов).

## Признаки
Отличается средним или ниже среднего ростом, худощавым телосложением с тенденцией к брахиморфности; обволошенность лица и тела слабая; волосы обычно тёмные, глаза карие или смешанного оттенка, цвет кожи светлый; лицо широкое, уплощённое; профиль спинки носа чаще прямой, но нередко вогнутый, переносье часто низкое; нередко встречается эпикантус.

## Происхождение
В разное время среди антропологов то преобладала точка зрения, что уральская раса — результат смешения европеоидов и монголоидов, то было больше сторонников её не метисного происхождения. В настоящее время многие антропологи склоняются к компромиссному решению, признавая наличие как генного потока между монголоидами и европеоидами, так и вклад в формирование этой расы недифференцированных типов.
На палеолитическом местонахождении Гора Маяк (Сиделькино) на севере Самарской области обнаружен череп возрастом около 11,55 тыс. лет (калиброванная дата), в особенностях которого учёные видят истоки той древней формации, в которой В. В. Бунак видел древние корни уральской расы.

## Уральская раса в расовых классификациях
Этот комплекс признаков выделялся с начала XX века (Ж. Деникер) под именем угорско-енисейской расы. Советский антрополог Н. Н. Чебоксаров классифицировал уральскую расу как расу второго порядка внутри монголоидной расы.
Согласно В. В. Бунаку, уральская раса восходит к особой ветви восточного расового ствола, на субстрат которого наслаивались миграционные волны как европеоидов, так и классических сибирских монголоидов.
В классификации итальянского антрополога Р. Биасутти («Расы и народы Земли», итал. Le razze e i popoli della terra, 1939; 2-е изд. — 1953—1960 гг.) уральская раса относится к европеоидной группе преевропидов наряду с айнской расой.
В учебнике советских антропологов Я. Я. Рогинского и М. Г. Левина (1963) занимает промежуточное положение между европеоидной и монголоидной расами. Известный советский антрополог В. П. Алексеев (1974) включал эту расу в азиатскую (монголоидную) ветвь. В схеме В. В. Бунака (1980) эта раса — единственное ответвление уральской расовой ветви восточного расового ствола. В классификации А. И. Дубова (1994) уральская раса является метисной.

## Подтипы
Внутри уральской расы выделяются несколько антропологических типов: западносибирский, субуральский, сублапоноидный, лапоноидный.

## Западносибирская раса
В последнее время для зауральских расовых вариантов вместо понятия «уральская раса» предложено понятие «западносибирская раса». В таком случае западные варианты уральской расы относятся к европеоидной расе. Западносибирская раса состоит из двух антропологических типов — уральского (в угорском и субугорском вариантах) и обь-иртышского (в тоболо-барабинском и томско-нарымском вариантах). К уральской ветви относятся обские угры (ханты, манси), к обь-иртышской — южные самодийцы (нарымские селькупы) и тюрки Западно-Сибирской равнины (сибирские татары, хакасы, алтайцы).